# Pendilhe
Pendilhe est une paroisse civile portugaise (en portugais : freguesia) de la municipalité de Vila Nova de Paiva dans le district de Viseu.

## Géographie
Le territoire de la paroisse est arrosé par les Rio Mau et Rio da Orca, affluents de la rivière Paiva (en).

## Démographie
Lors du recensement de 2021, Pendilhe compte 493 habitants. C'est alors la paroisse la moins peuplée de la municipalité de Vila Nova de Paiva.

## Patrimoine
- Anta de Pendilhe